# Gala Brand
Galatea "Gala" Brand es un personaje ficticio que aparece en la tercera novela de Ian Fleming Moonraker. Ella es una oficial ficticia de la Rama Especial de la Scotland Yard que trabaja de manera secreta como secretaria personal de Sir Hugo Drax. A diferencia de otras chicas Bond principales creadas por Fleming, Brand no ha aparecido como personaje en ninguna película, la versión en cine de la novela Moonraker siendo reescrita casi completamente sustituyendo a su personaje. La otra chica Bond en compartir esta discrepancia es Vivienne Michel, de la novela El espía que me amó. Sin embargo, la actriz Rosamund Pike comentó en la edición especial del DVD de Die Another Day que su personaje, Miranda Frost, originalmente iba a llamarse Gala Brand, pero esto se cambió al último momento. 

## Biografía en la novela
Gala Brand es una agente asignada por la Sección Especial de Inglaterra. Su nombre completo es Galatea, llamada así por el crucero dónde su padre servía a bordo cuando ella nació. En la novela, es una Agente del Special Branch designada y encubierta como la secretaria personal de Hugo Drax. Es asignada para informar sobre la seguridad en la construcción y lanzamiento del prototipo de un misil atómico. Gala finge estar comprometida y utiliza un anillo de compromiso para evadir los cortejos de su jefe Hugo Drax. Lo cual resulta exitoso
Mientras tanto, James Bond es asignado a la misión de revisar el Moonraker días antes de su lanzamiento de prueba. Esto ocurre de último minuto, ya que el Mayor Tallon, el agente predecesor, acababa de morir siendo asesinado por uno de los técnicos de Drax con un disparo en la cabeza después de que el asesino le comentara: “Amo a Gala Brand. No debes tenerla”. Esto es curioso debido a que Gala reportó que el Mayor Tallon, mucho mayor que ella y felizmente casado, nunca mostró algún interés romántico en ella durante los meses en los que trabajaron juntos.
Bond mira el perfil personal de Gala mientras se prepara para su misión, dónde por primera vez se tiene acceso a la descripción clínica de una chica Bond, incluyendo su color de cabello (Castaño), de ojos (Azules), estatura (173 cm), medidas (96-66-96), peso (57 kg) y lunares. Cuando Bond la conoce en persona en la casa de Drax, la encuentra en contraste con la fotografía, demasiado atractiva al punto de seducción total, pero fría al punto de frigidez y totalmente evasiva a los intentos de 007 de hablar con ella. Después de meses de trabajo encubierto con Drax, Gala daba prioridad al éxito de su misión por lo que veía a Bond como un entrometido y lo trataba como tal.
En la novela, también se tiene acceso a algunos pensamientos que Gala tenía sobre Bond. Como mujer policía, ella veía a Bond como un mujeriego aventurero y agente secreto estereotipado dudando sobre su ayuda en su propia misión, reconociendo aun así, el atractivo de Bond y, como Vesper Lynd antes que ella, ve en él un parecido a Hoagy Carmichael.
A pesar del atractivo del agente, Gala continua evadiéndolo y se lo hace saber con sus constantes desplantes e ignorándolo.
Durante el trayecto por la playa hacia la estación del Moonraker para comprobar la seguridad del lanzamiento, Gala comienza a abrir su mente con Bond. Cuando él sugiere nadar sin ropa, ella se cohíbe pero accede a entrar en el agua. Mientras se encuentran nadando, Bond la toma y la besa mientras ella apenas se da cuenta de lo que está ocurriendo. Enfurecida, pero no obstante la emoción por el beso hacen que su frialdad hacia 007 desaparezca. Después, ambos se recuestan en la playa para secarse, aún desnudos, cuando de repente ocurre una explosión cerca enterrándolos en escombros y casi matándolos. Bond rescata a Gala y vuelven a la casa de Drax.
Después, en un viaje en auto con Drax, usando sus habilidades Gala descubre la verdadera intención del Moonraker: Estrellarse contra Londres. En ese momento, ella intuye que su jefe planea colocar una bomba nuclear en el misil. Pero antes de poder informar sobre lo que acababa de descubrir, Drax descubre su engaño y la secuestra. Como ella había quedado en cenar con Bond, y al no llegar a tiempo a la cena, Bond sospecha de Drax, y lo confirma al llegar a la casa de Drax en Londres y encuentra a sus hombres colocando a Gala en el asiento trasero del auto. Bond intenta rescatarla, pero falla y es apresado por los hombres de Drax.
Ambos despiertan y son interrogados por Drax. Cuando se quedan solos, Bond usa una lámpara de soldar con su boca para liberar a Gala a pesar del dolor que siente mientras lo hace, pero una vez terminado, Gala lo recompensa con un beso. Gala reprograma el Moonraker para estrellarse en el océano norte y ambos se esconden en un ducto de salida mientras los hombres de Drax los buscan. Durante el lanzamiento del misil, Bond y Gala intentan escapar del lugar para sobrevivir. El Moonraker finalmente se estrella en el océano llevándose con él las vidas de Drax y sus hombres.
Al día siguiente, Bond y Gala se encuentran después de la entrega de sus informes en el St. James’s Park. Gala está por recibir un premio por su trabajo, y a ambos se les da la orden de dejar Londres por un mes para no levantar suspicacias sobre el Moonraker. Bond espera animado a Gala para planear juntos unas vacaciones en Francia durante el mes de ausencia cuando ella aparece. Bond aprecia que se ve más hermosa de lo normal, pero de inmediato siente que su belleza es motivo de otra persona. Nerviosa, Gala apunta a un hombre joven a metros de distancia identificándolo como su prometido y diciéndole a Bond que se casaría al siguiente día por la tarde.
Enojado consigo mismo por suponer que el anillo que Gala usaba, y la historia sobre su supuesto compromiso matrimonial eran un engaño para Drax, comprende que para no lastimarla es mejor callar sus sentimientos, dejarla hacer su vida al lado de aquel hombre y llevarse su frío corazón a otra parte. Bond le confiesa que él ya tenía otros planes para ella para la siguiente noche.
Gala comenta que hay muchas mujeres que esperan de su compañía. Se despiden amablemente con un saludo de mano, para Bond regresar a su fría y solitaria existencia, sin volver a ver a Gala nunca más.
En la novela de John Garner, For Special Services, se menciona brevemente que Gala y Bond intercambian postales en Navidad. Ahora ella es conocida como "Sra. de Vivian", casada y con tres hijos, viviendo en Richmond, Virginia. sin embargo Bond no la volvió a ver desde el incidente del Moonraker.